# Nicodème Anani Barrigah-Benissan
Nicodème Anani Barrigah-Benissan (ur. 19 maja 1963 w Wagadugu, zm. 4 sierpnia 2024 w Lomé) – togijski duchowny katolicki, w latach 2019–2024 arcybiskup metropolita Lomé.

## Życiorys
8 sierpnia 1987 otrzymał święcenia kapłańskie. W 1993 rozpoczął przygotowanie do służby dyplomatycznej na Papieskiej Akademii Kościelnej. W latach 1997–2008 pracował jako sekretarz nuncjatur w Rwandzie, Salwadorze, na Wybrzeżu Kości Słoniowej i w Izraelu.
9 stycznia 2008 został mianowany przez Benedykta XVI biskupem Atakpamé. Sakry biskupiej 9 marca 2008 udzielił mu ghański kardynał - Peter Turkson. 
23 listopada 2019 papież Franciszek mianował go arcybiskupem metropolitą Lomé.